# Til·ler de fulla petita

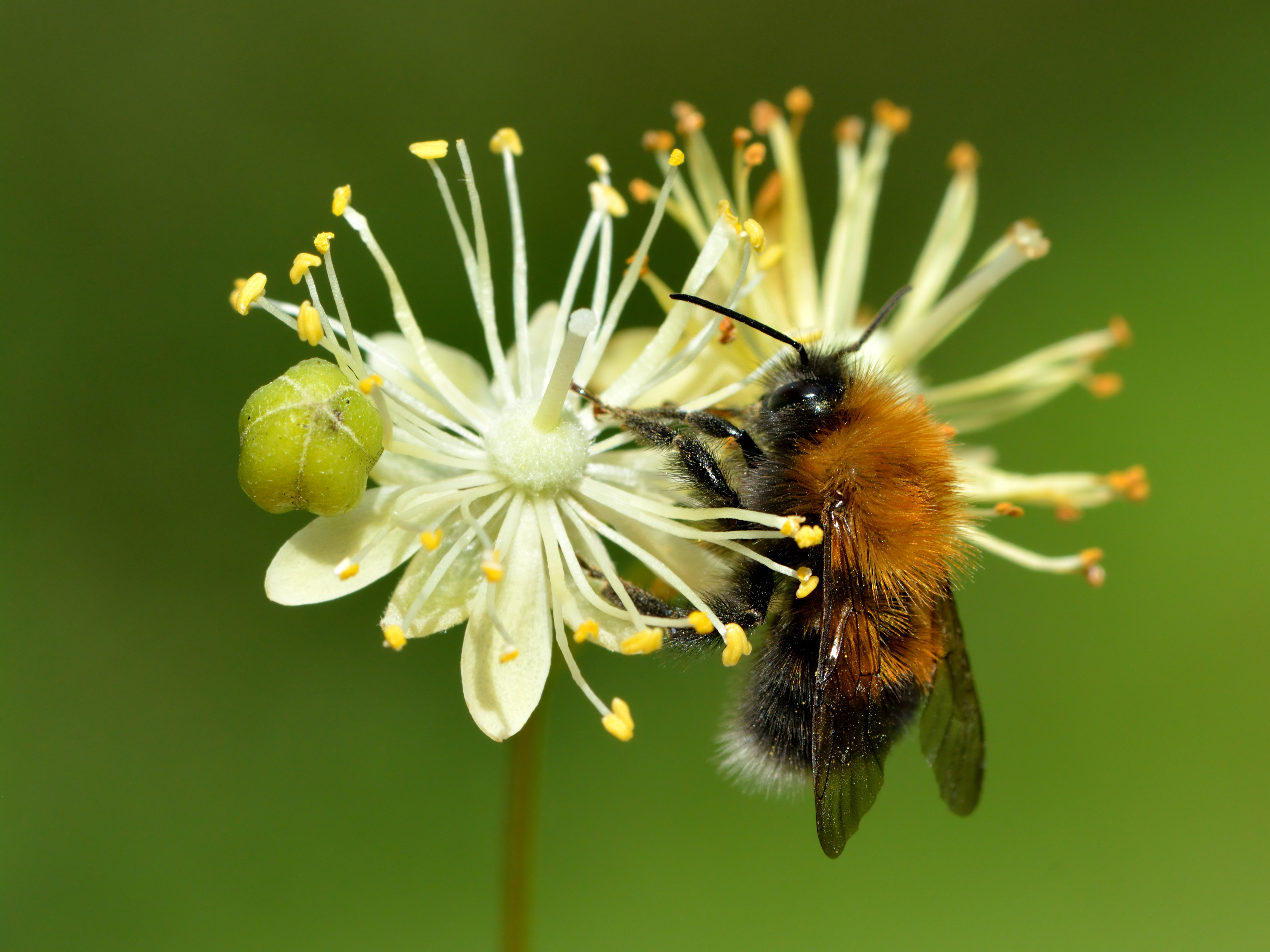

El til·ler de fulla petita, tell de fulla petita, tella o til·ler silvestre (Tilia cordata) és un arbre nadiu europeu, que pertany al gènere dels tells, la subfamília dels tilioides (Tilioideae), i la família de les tiliàcies, sinònim de les malvàcies. És una espècie originària de la major part d'Europa i Àsia. A Catalunya, la seva presència està limitada als indrets ombrívols i humits de la part baixa i mitjana dels Pirineus i de les terres plujoses del nord-est; cap al sud del Baix Llobregat és gairebé inexistent.

## Etimologia
- Til·lia: Deriva del grec i significa "ala", fent referència a les inflorescències
- cordata: Deriva del llatí cordatus-a-um i significa en "forma de cor", donant a entendre la forma de les seves fulles.

## Distribució i ecologia
És una espècie típicament eurosiberiana, originària d'Europa, creix en forma silvestre en boscos mixtos o caducifolis, amb un clima càlid, preferentment sobre la conca del Mediterrani i a l'estatge montà a altures que van des de 900 a 1.100 metres sobre el nivell del mar. Freqüentment cultivables en terres plujoses. Als Països Catalans en trobem als Pirineus (Vall d'Aran), al Conflent, a la Garrotxa, a Osona i a les Guilleries. Són arbres que poden arribar als 1.000 anys de vida. En menor mesura però també hi és present en els boscos mixtes de les valls interiors de la serralada Cantàbrica.

## Descripció
És un arbre caducifoli que pot presentar entre 15 - 40 metres d'alçada. La seva escorça és llisa, grisa i s'esquerda longitudinalment amb l'edat. Les fulles són simples, alternes, amb la base asimètrica i obliquament corniformes, de 6 – 10 centímetres de longitud amb un pecíol prim. Tenen l'àpex acuminat, és a dir, amb la punta molt marcada i el marge finament serrat. No tenen pèls (exceptuant uns pèls vermells a les axil·les de les nervadures situats de l'anvers) i són de color verd fosc per la faç i de color verd – blavós per l'anvers.
Les inflorescències són cimoses erectes o pènduls d'entre 2 i 10 flors amb una gran bràctea blanca membranosa. Les flors són de blanques a grogues i aromàtiques. Estan formades per un calze constituït per 5 sèpals no solats (dialisèpal) i per 5 pètals no soldats que constitueixen la corol·la (dialipètala). L'androceu presenta nombrosos estams i el gineceu és super i pentacarpel·lar. Les flors fan la seva aparició a l'estiu.
El fruit és un aqueni de 6 - 8 mm de diàmetre que conté una llavor al seu interior, indehiscent (és a dir, que no s'obre de manera natural) i de color gris.

## Farmacologia

### Part utilitzada (droga)
Les flors i bràctees seques en infusió. L'olor és característica, lleugerament aromàtica i de sabor dolç i mucilaginós. En un segon lloc també s'utilitzen l'albura de l'escorça i les fulles. L'albura és la part blanca situada per sota de l'escorça de l'arbre.

### Composició química[21]
Les inflorescències contenen:
- Flavonoides (1%): heteròsids de la quercetina i del kaempferol, astragalina, kenferitrina, afzelina,
- Àcids Fenilcarboxílics: àcids cafeic, clorogènic i p-cumarínic
- Mucílag (3 – 10%): de composició complexa, constituït principalment per arabinogalactans
- Olis essencials (0,02%): composició complexa, s'han descrit 82 complexes entre els quals destaquen: alcans, alcohols monoterpènics, carburs terpènics, fenil-2-etanol, 2-feniletilbenzoic. Un dels més important és el farnesol que és el responsable de l'olor.
- Altres

L'albura conté:
- Àcids Fenilcarboxílics: àcid cafeic i derivats lliures i esterificats
- Altres: tanins, floroglucinol.

### Accions farmacològiques/propietats[21]
- Hipnòtic. La til·la produeix una depressió del sistema nerviós central, disminuint el període d'inducció de la son.
- Antitussigen. Els Mucílags de la til·la exerceixen un efecte calmant sobre la mucosa respiratòria, inhibint el reflex de la tos. L'efecte antitussigen es deu a l'efecte demulcent dels Mucílags i a l'antiespasmòdic de l'oli essencial i els flavonoides.
- Antiespasmòdic. La til·la produeix una relaxació de la musculatura llisa bronquial.

### Usos medicinals populars
Tradicionalment s'ha utilitzat per al tractament del nerviosisme, ansietat, insomni, febre, oligúria, retenció urinària, edemes, dispèpsia, espasme abdominal, hipertensió arterial, i la diabetis.

### Altres usos medicinals populars i etnomedicinal
Popularment és indicada en infusions de les inflorescències com a sedant. Sovint s'associa al til·ler de fulles petites a altres espècies sedants com la melissa, passionària, valeriana o camamilla. Amb menor freqüència s'utilitza com a digestiu hepatovesicular, prenent-ne un got després dels principals menjars durant 5 dies seguits, i després continuar amb un got al matí i un altre a la nit abans d'anar a dormir.
També és utilitzat per a hipertensió arterial, arterosclerosi, infeccions orinaries, febre i per patologies respiratòries.
En el seu ús extern, s'utilitza per cuidar la pell. Es pot utilitzar en infusions per rentar llagues i úlceres.

### Efectes adversos i/o tòxics
Com a norma general les infusions i extractes de Tilia cordata són molt ben assimilades. Algunes persones que consumeixen infusions de til·la en grans quantitats poden experimentar, insomni. En altres casos s'han observat taquicàrdies, nàusees i disminució de la tonicitat cardíaca.
La seva dosi tòxica és molt alta. És difícil una intoxicació llevat que sigui per ingestió directa d'una dilució amb molta concentració dels seus principis actius.

### Interaccions medicamentoses
Els pacients que segueixen teràpies anticoagulants han d'evitar de prendre grans quantitats de til·la, perquè podria potenciar els seus efectes. La til·la també pot potenciar els efectes dels barbitúrics, benzodiazepines, antihistamínics H1.

### Contraindicacions
El seu ús continuat pot ser contraproduent en pacients amb arrítmies i insuficiència cardíaca. No s'han descrit contraindicacions en cas d'embaràs i lactància

## Història
La til·la va ser considerada com a arbre sagrat per als pobles germans. Segons la mitologia grega, el centaure Quiró va ser fill de Saturn i Filira. La seva mare, en veure el monstre que havia engendrat, va suplicar als déus que no el deixessin entre els mortals i va ser convertit en tilia. Des de l'antiguitat s'utilitzava l'aldura de la til·la com a hipotensor i antiespasmòdic. A l'edat mitjana es feien banys amb aigua de til·la calenta com a diaforètic. Fins a la segona Guerra Mundial, la ciutat de Berlín estava protegida per una enorme volta de quatres fileres de til·les d'1 km d'extensió. El Dr. León Binet, ex-degà de la Facultat de Medicina de París, va ser un dels primers investigadors a destacar les propietats antiespasmòdiques i cardiovasculars de les preparacions aquoses.

## Preparacions
- Infusió de flors a l'1%: es deixa en infusió 10 minuts, però sense que l'aigua arribi a bullir
- Decocció de l'escorça al 3-8%: es bull 15 minuts a foc lent
- Tintura: 0.2-1gr.
- Tintura mare de flors o d'albura: 30-40 gotes, tres vegades al dia
- Extracte fluid: 4-5 gr. diverses vegades al dia
- Nebulitzat: 150-300 mg. per dia
- Macerat glicerinat: 50 gotes, tres vegades al dia
- Té: flors de saüc, de til·la i camamilla (30g de cada una). Es posa 10 minuts en infusió i es pren calent en petits glops.

## Legislació i conservació
La Tilia cordata es troba inscrita en diverses Farmacopees: Alemanya (10ªEd.), Àustria (ÖAB 1981-83), Egipte, Espanya (2a ed.), Europa (4a ed.), Franca, Hongria (7a ed.), Gran Bretanya (BPC, 1949, BHC, 1991, BHP, 1996), Martindale (29a ed.) República Checa, Romania, ex-URSS (10a ed.), Suiza (7a ed.) i ex-Iugoslàvia, entre d'altres. Als EUA es troba registrada per a ser utilitzada com a agent saboritzant en begudes alcohòliques (McGuffin M. et al.,1997). Les inflorescències de Tilia cordata es troben aprovades per la Comissió E de Monografies d'Alemanya (Blumenthal M. et al., 2000). A Argentina es contempla l'ús tradicional de diverses espècies de til·la, excepte Tilia argentinensis.

## Observacions

### Altres usos
- La seva fusta té diferents aplicacions. Molt utilitzada per la fabricació de pasta de paper.
- Les seves flors proporcionen mel molt aromàtica,[23] així com la seva escorça molta fibra.
- Actualment s'està investigant en una substància presenta a les flors de la Tilia cordata que concretament s'anomena escopoletina sobre el seu efecte com a possible antitumoral.[24]

## Galeria d'imatges

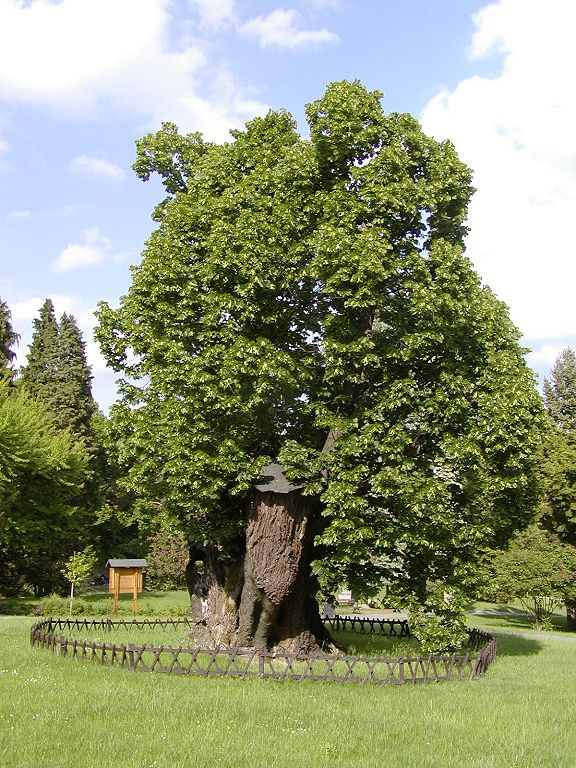
Aspecte general
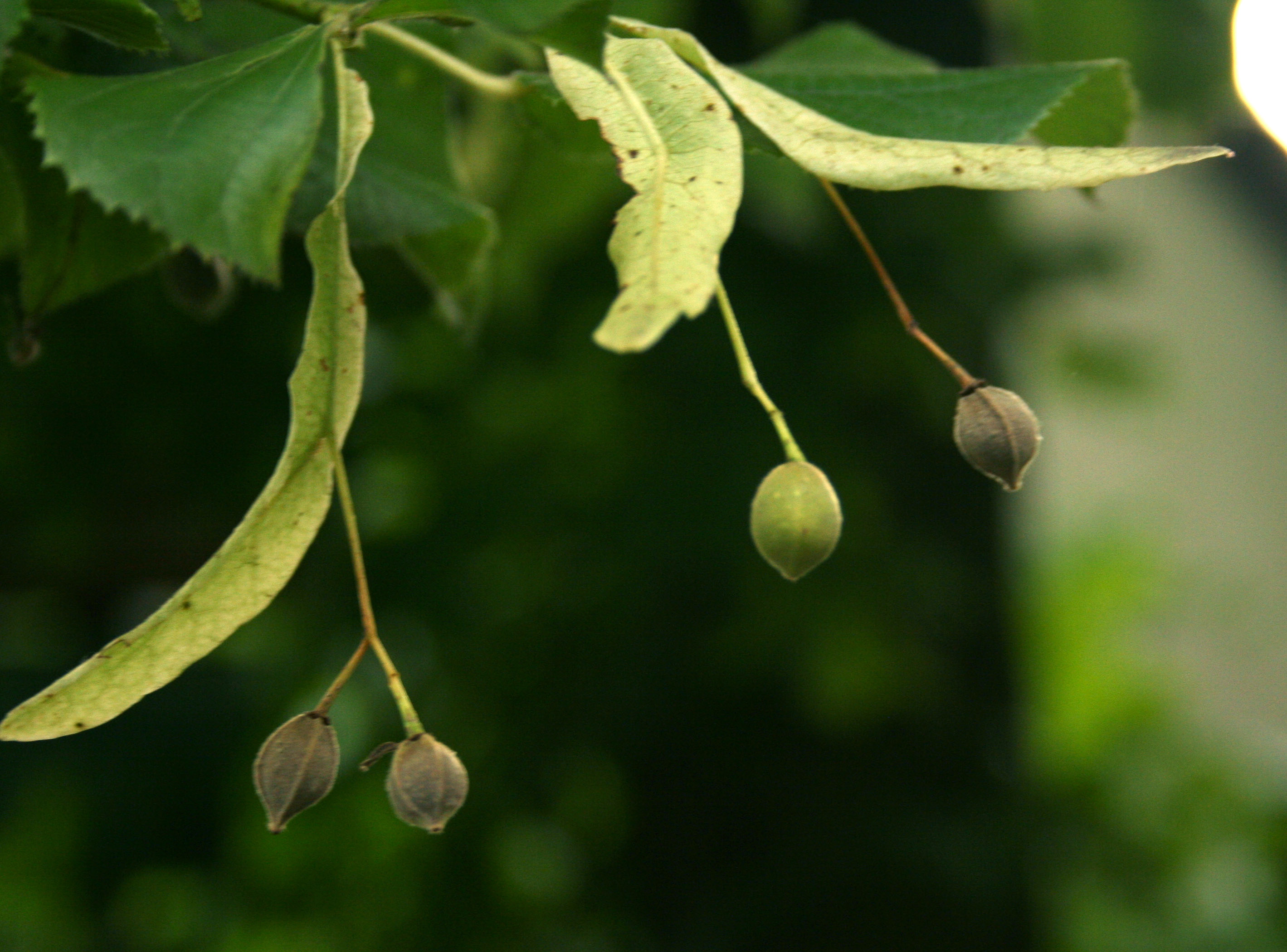
Detall fruit
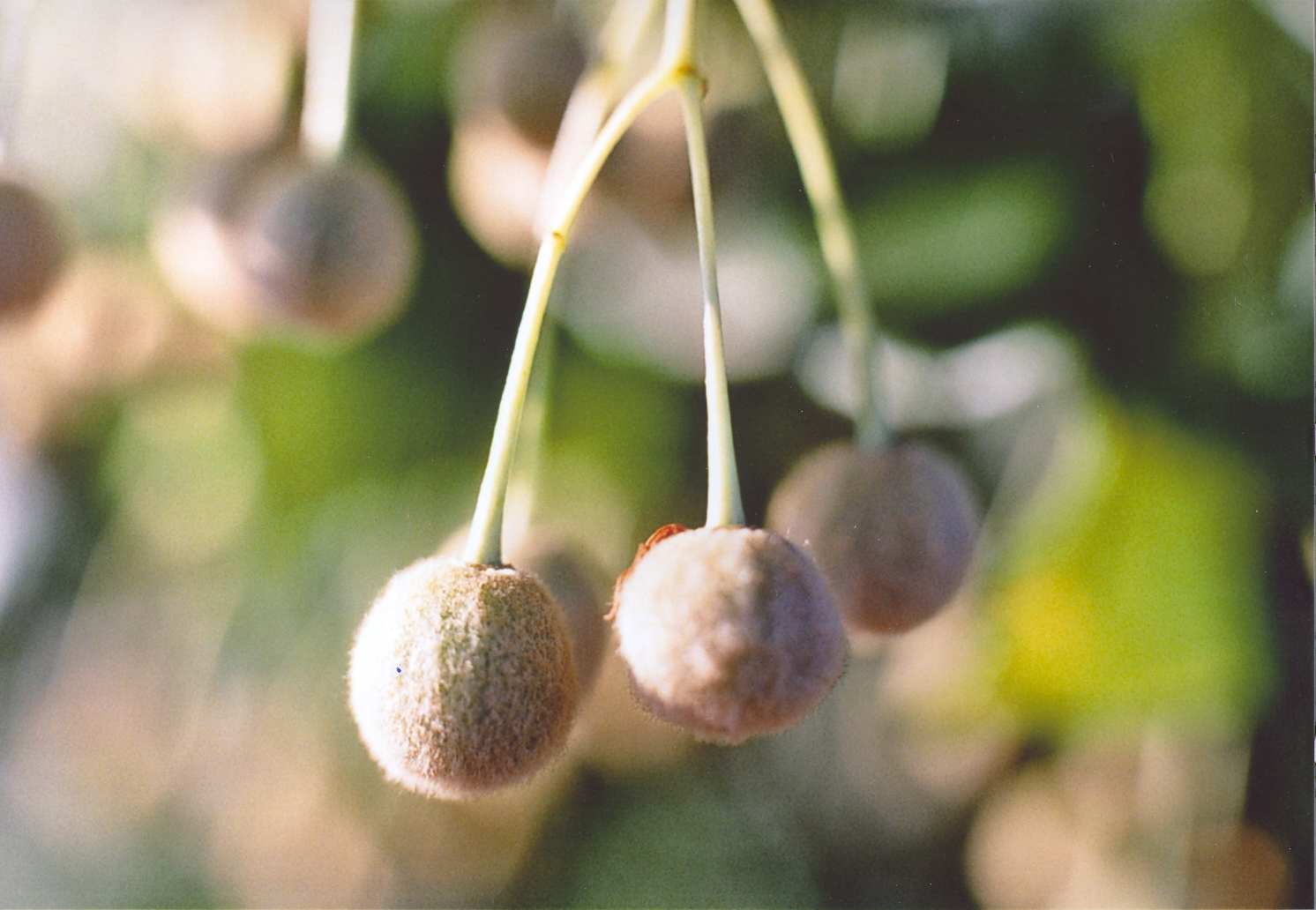
Detall fruit
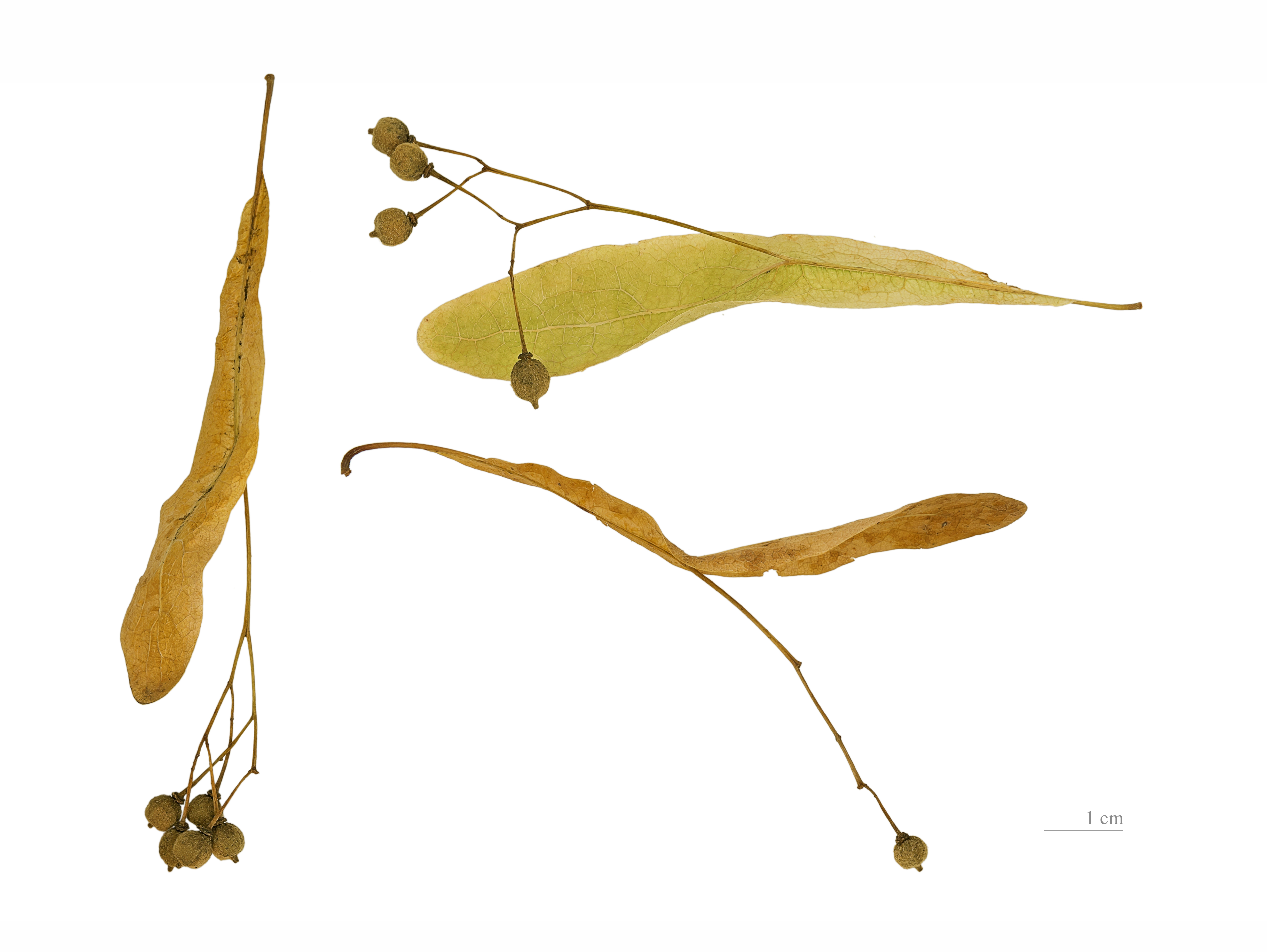
Detall fruit
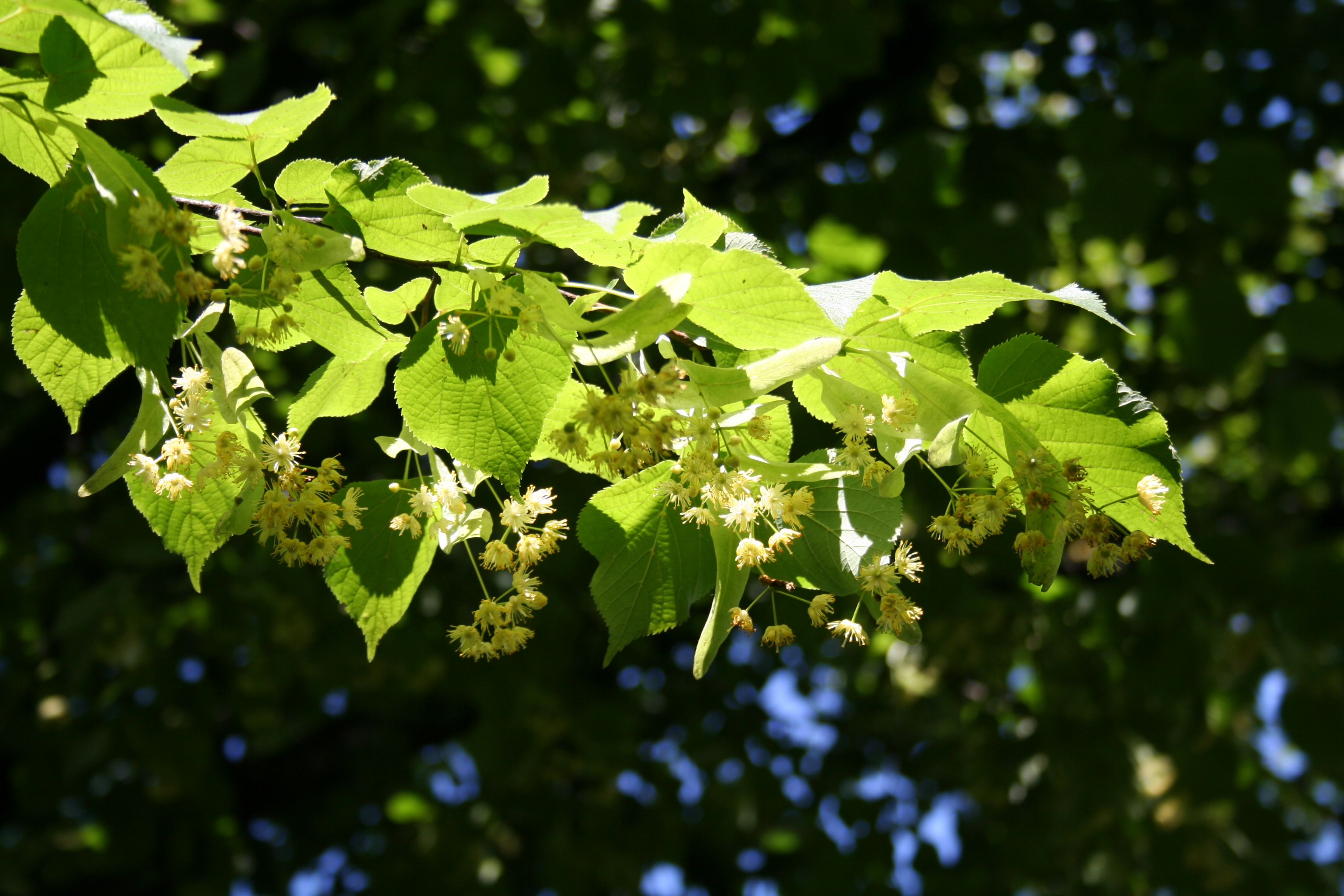
Detall flors